# فرد جونز (لاعب كرة قدم أمريكية)
فرد جونز (بالإنجليزية: Fred Jones)‏ هو لاعب كرة قدم أمريكية أمريكي، ولد في 2 سبتمبر 1965 في ميامي في الولايات المتحدة.

## وصلات خارجية
- فرد جونز على موقع مرجع كرة القدم المحترفة.كوم (الإنجليزية)
- فرد جونز على موقع JustSportsStats.com (الإنجليزية)